# North Baddesley
North Baddesley is een civil parish in het bestuurlijke gebied Test Valley, in het Engelse graafschap Hampshire met 6823 inwoners.